# Schild der Dreifaltigkeit
Der Schild der Dreifaltigkeit (lat. scutum Trinitatis), älter Schild des Glaubens (scutum fidei, nach Eph 6,16 ), ist eine im Hochmittelalter entwickelte grafische Veranschaulichung der christlichen Dreifaltigkeitslehre. Er wurde vor allem in der frühen Neuzeit als religionspädagogisches Hilfsmittel, als Kirchenschmuck und als heraldisches Zeichen verwendet.

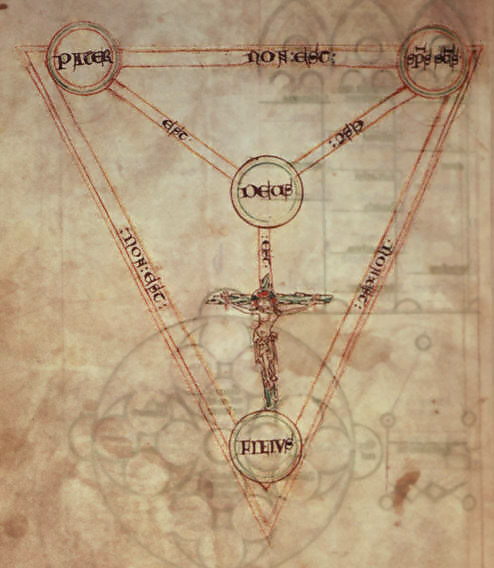
Älteste bekannte Darstellung bei Petrus von Poitiers, um 1210
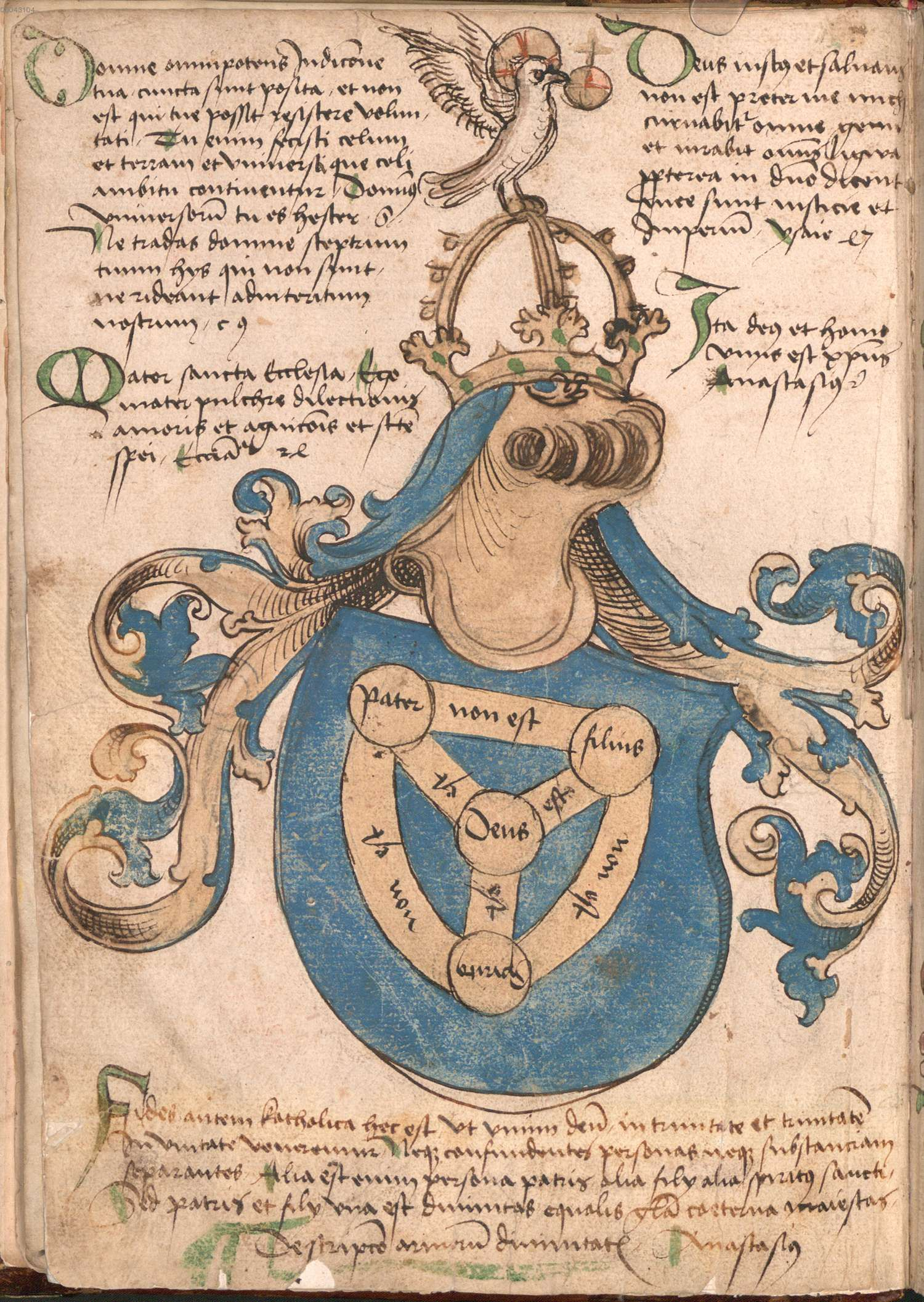
Das Scutum als „Gotteswappen“ im Wernigeroder Wappenbuch, um 1480
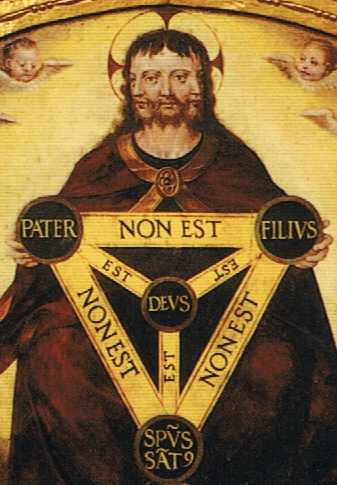
Jerónimo Cosida (1510–1592), Dreifaltigkeit
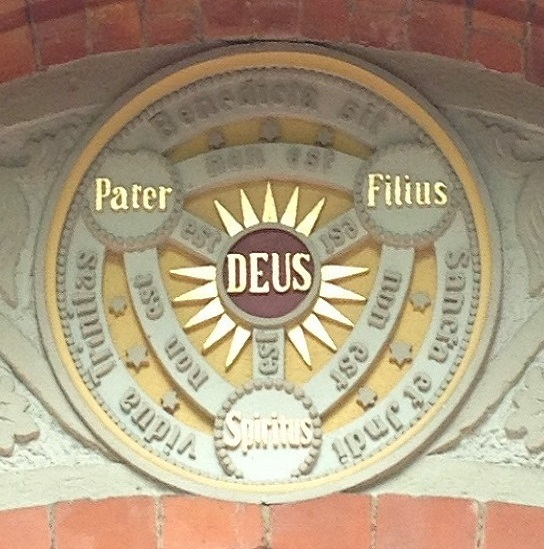
Relief über dem Portal der St.-Josefs-Kirche in Einbeck, 1895
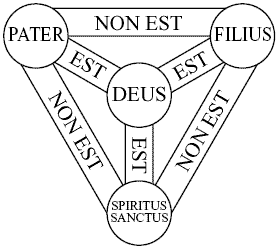
Schematische Darstellung

## Gestalt und Bedeutung
Das Sinnbild veranschaulicht die paradoxe Glaubenslehre, dass der eine Gott in drei Personen existiere, die unterschieden, aufeinander bezogen und so dennoch eins seien. Als direkte theologische Grundlage gelten die Trinitätsaussagen des Athanasischen Glaubensbekenntnisses.
Dementsprechend ist die Grundgestalt ein Dreieck aus Schriftbändern, an dessen Ecken sich Kreise befinden. Von diesen führen drei weitere Schriftbänder zu einem – meist grafisch hervorgehobenen – Kreis in der Mitte. Die Eckkreise tragen die Beschriftungen Pater („Vater“), Filius („Sohn“) und [Sanctus] Spiritus („[Heiliger] Geist“), der Mittelkreis die Inschrift Deus („Gott“). Auf den äußeren Schriftbändern steht jeweils non est („ist nicht“), auf den zur Mitte führenden est („ist“). Die Schriftbänder können so gelesen werden, dass jeder der Kreise das grammatische Subjekt oder das Prädikativum enthält, also in beiden Richtungen. So ergeben sich die Sätze:
Pater est Deus. – Deus est Pater.
Der Vater ist Gott. – Gott ist der Vater.
Filius est Deus. – Deus est Filius.
Der Sohn ist Gott. – Gott ist der Sohn.
Spiritus est Deus. – Deus est Spiritus.
Der Geist ist Gott. – Gott ist der Geist.
Pater non est Filius. – Filius non est Pater.
Der Vater ist nicht der Sohn. – Der Sohn ist nicht der Vater.
Pater non est Spiritus. – Spiritus non est Pater.
Der Vater ist nicht der Geist. – Der Geist ist nicht der Vater.
Filius non est Spiritus. – Spiritus non est Filius.
Der Sohn ist nicht der Geist. – Der Geist ist nicht der Sohn.
Die Schildform symbolisiert zugleich die Abwehr der Irrlehren und die Königsherrschaft des Dreifaltigen Gottes.